# Cleopatra
Cleopatra (greacă: Κλεοπάτρα, n. 69 î.Hr., d. 12 august 30 î.Hr.) a devenit Cleopatra a VII-a a Egiptului, la moartea tatălui său, Ptolemeu al XII-lea, în anul 51 î.Hr..  
Cleopatra a VII-a Filopator  a fost ultimul conducător al Regatului Ptolemeic din Egipt, regină și faraon. Ca membru al dinastiei ptolemeilor, ea a fost descendent al fondatorului Ptolemeu I Soter, un general macedonean grec și companion al lui Alexandru cel Mare.  
În anul 58 î.Hr, Cleopatra și-a acompaniat tatăl, regele  Ptolemeu al XII-lea, pe durata exilului la  Roma după  o revoltă din Egipt, care a devenit atunci un stat clientelar al Romei.  Între timp, fiica sa, Berenice a IV-a a pretins tronul, dar apoi în 55 î.e.n. a fost ucisă când Ptolemeu s-a întors în Egipt cu asistență militară romană.  Când Ptolemeu a murit în anul 51 î.Hr., Cleopatra și fratele ei, Ptolemeu al XIII-lea, s-au căsătorit și au fost desemnați succesori pentru a conduce Egiptul, dar regatul a căzut într-o perioadă de război civil dintre cei doi. 
În anul 48 î.Hr., învins la Bătălia de la Pharsalus de către Iulius Cezar,  generalul   Pompei  a fugit în Egipt,  sperând ca va primi sprijin de la egipteni, fiind aliat politic lui Ptolemeu al XII-lea. Dar Ptolemeu al XIII-lea a ordonat asasinarea sa.  
Iulius Cezar și trupele sale au sosit la Alexandria, ocupând orașul.  Cezar a încercat să facă o reconciliere dintre cei doi frați ptolemeici pentru ca rutele dintre Egipt și Roma să fie sigure, dar a eșuat după ce   Ptolemeu a văzut că termenii lui Cezar mai mult o favorizau pe sora sa Cleopatra decât pe el.  Forțele lui Ptolemeu au început astfel să asedieze palatul în care se afla Cleopatra și cu  Cezar. Însă Cezar a  izbutit să respingă forțele inamice cu ajutorul unor întăriri din partea lui Mithridates I de Bosfor,  Ptolemeu al XIII-lea a fost ucis în bătălia de pe Nil din anul 47 î.Hr.,  sora vitregă a Cleopatrei a fost exilată în Efes. Cezar i-a declarat pe Cleopatra și fratele ei mai mic, Ptolemeu al XIV-lea, drept conducătorii legitimi ai Egiptului.  Între timp, Cezar a întreținut o relație intimă cu Cleopatra, ceea ce a dus la nașterea unui fiu, Cezarion.  Cleopatra a călătorit la Roma ca regină clientelară în anii 46-44 î.Hr. la invitația lui Cezar, locuind în vila sa. Dar după asasinarea lui Cezar de către senatorii conspiratori , Cleopatra s-a întors în Egipt. L-a asasinat pe Ptolemeu al XIV-lea  și l-a numit pe Cezarion drept co-rege. 
În războiul civil al liberatorilor din anii 43-42 î.Hr., Cleopatra s-a alăturat  triumvirilor (succesorul  și nepotul lui Cezar, Octavian, Marcus Antonius și Marcus Lepidus) împotriva forțelor pro-republicane conduse de Brutus și Cassius, asasinii lui Cezar.  După ce asasinii lui Cezar au fost înfrânți și controlul asupra imperiului a fost împărțit între Augustus (în vest) și Antonius (în  est), Cleopatra s-a întâlnit cu Antonius în Tarsos în anul 41 î.e.n., debutând relația lor intimă, ce a dus la nașterea  lui Alexandru Helios, Cleopatra Selene a II-a și Ptolemeu Filadelfus. Acesta a executat-o pe sora sa vitregă, Arsinoe, la comanda ei, și a devenit principalul aliat al regatului ptolemeic, primind finanțări și ajutor militar de la Cleopatra în campaniile sale împotriva Imperiului Part și Regatului Armeniei.  
Prin  testamentul său, publicat si citit in senatul roman de către Octavian, Antonius i-a declarat pe copiii Cleopatrei și ai lui drept conducători și moștenitori ai teritoriilor aflate sub autoritatea triumviratului roman estic, ceea ce ar fi însemnat pierdere de teritorii pentru Roma. Acest act care i-a înfuriat pe senatori,  divorțul lui Antonius de sora lui Octavian, Octavia Minor, care a ofensat mapamondul latin,  dar și căsătoria cu Cleopatra, a dus la izbucnirea unui nou și ultimul război civil al republicii romane. Octavian a intrat în război,  forțând aliații lui Antonius din senatul Roman să declare război  Cleopatrei. În Bătălia năvală  de la Actium din  anul 31 î.Hr., flota navala a lui  Antonius pierde în fața flotei lui Octavian, se retrage în Egipt și se sinucide.   Forțele romane conduse de Octavian ocupă Egiptul, iar când Cleopatra află că avea să fie adusă prizonieră la  Roma, se sinucide prin otrăvire.  
Personalitatea Cleopatrei continuă să ne influențeze și astăzi prin lucrările și operele artistice moderne.  Istoriografia romană și poezia latină o critică, portretizând-o ca pe o regină depravată, imagine propagată și în literatura medievală și renascentistă.   În arta vizuală, frumusețea Cleopatrei  e reprodusă și portretizata în busturi, picturi, sculpturi, monede, mozaicuri, opere, scenete de teatru, filme, seriale și chiar jocuri video, fiind cea mai celebra regina egipteană după Nefertiti.

## Etimologie
Forma latinizată Cleopatra provine din greaca veche Kleopátrā (Κλεοπᾰ́τρᾱ), însemnând "gloria tatălui ei"  de la κλέος (kléos, "glorie") și πᾰτήρ (patḗr, "tată"). Forma masculină ar fi fost scrisă fie ca Kleópatros (Κλεόπᾰτρος), fie Pátroklos (Πᾰ́τροκλος). Cleopatra era numele surorii lui Alexandru cel Mare, precum și Cleopatra Alcyone, soția lui Meleager în mitologia greacă. Prin căsătoria dintre Ptolemeu V Epifan și Cleopatra I Syra (o prințesă seleucidă), numele a intrat în dinastia Ptolemeică. Titlul adoptat de Cleopatra Theā Philopátōra (Θεία Φιλοπάτωρα) înseamnă "zeița care iubește pe tatăl ei" 

## Primii ani de domnie

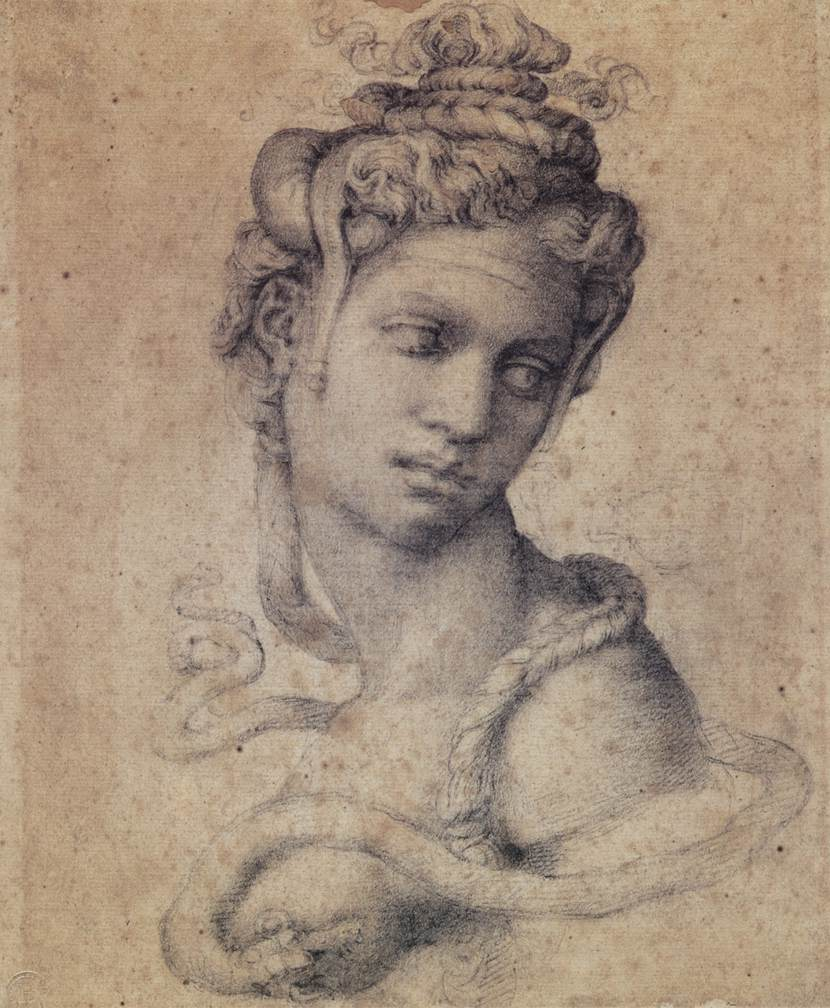
Cleopatra de Michelangelo Buonarroti, 1533-1534

Cleopatra s-a născut în anul 69 î.Hr.. Fiică a regelui Ptolemeu al XII-lea, Cleopatra a avut mai mulți frați (printre care urmașii la tron Ptolemeu al XIII-lea și Ptolemeu al XIV-lea, precum și Arsinoe). După ce Ptolemeu al XII-lea moare ucis (de altfel toți cei din neamul Cleopatrei au murit asasinați, adeseori prin otrăvire), Cleopatra urcă pe tron. În același timp, fratele ei a devenit regele Ptolemeu al XIII-lea, domnind alături de ea în Egipt sub titlul oficial de soț al Cleopatrei. Cleopatra și Ptolemeu au fost membri ai dinastiei macedonene care a guvernat Egiptul de la moartea lui Alexandru cel Mare (în 323 î.Hr.). Deși Cleopatra nu avea sânge egiptean, ea a fost singura din casa ei care a învățat limba egipteană. Pentru a-și spori influența asupra poporului egiptean, a fost proclamată fiica lui Ra, zeul soarelui la egipteni și fiică a zeiței Isis. La scurt timp, Cleopatra a avut neînțelegeri atât cu fratele cât și cu sora sa, Arsinoe, care au dus în anul 48 î.Hr. la un război civil.

## Descriere

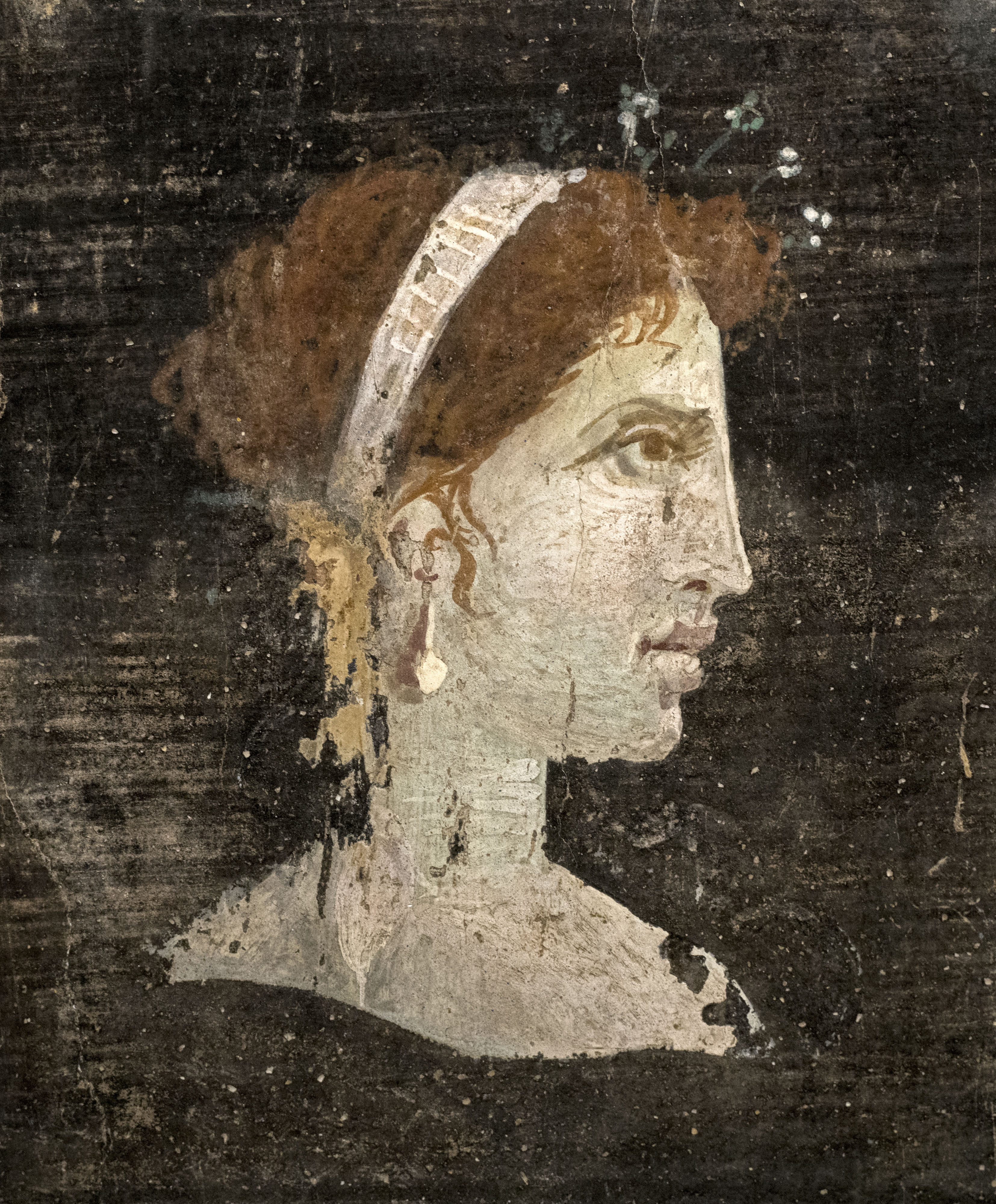
Cel mai probabil, portret pictat postum al Cleopatrei cu păr roșu și caracteristicile sale distincte ale feței, purtând o diademă regală și cusută cu perle, de la Herculaneum Roman, Italia, secolul I dC

Cleopatra a fost considerata din totdeauna drept cea mai frumoasă femeie din lume. "Dacă nasul Cleopatrei ar fi fost mai scurt, fața lumii ar fi fost alta", spunea Blaise Pascal despre regina Egiptului. Pascal credea că femeile cu nasul lung sunt mai atrăgătoare și că poate acest amănunt i-ar fi atras pe Cezar și pe Marc Antoniu. În realitate, nu se știe cum arăta nasul Cleopatrei. În limba greacă, "Cleopatra" semnifică "gloria tatălui", însă numele se pare că nu a fost bine ales deoarece "preferata tatălui" în familia reginei era Arsinoe, sora cea mică. Cleopatra nu purta bijuterii. Vorbea șapte limbi, beneficiind corespunzător originii de o educație aleasă.

### Cezar și Cleopatra

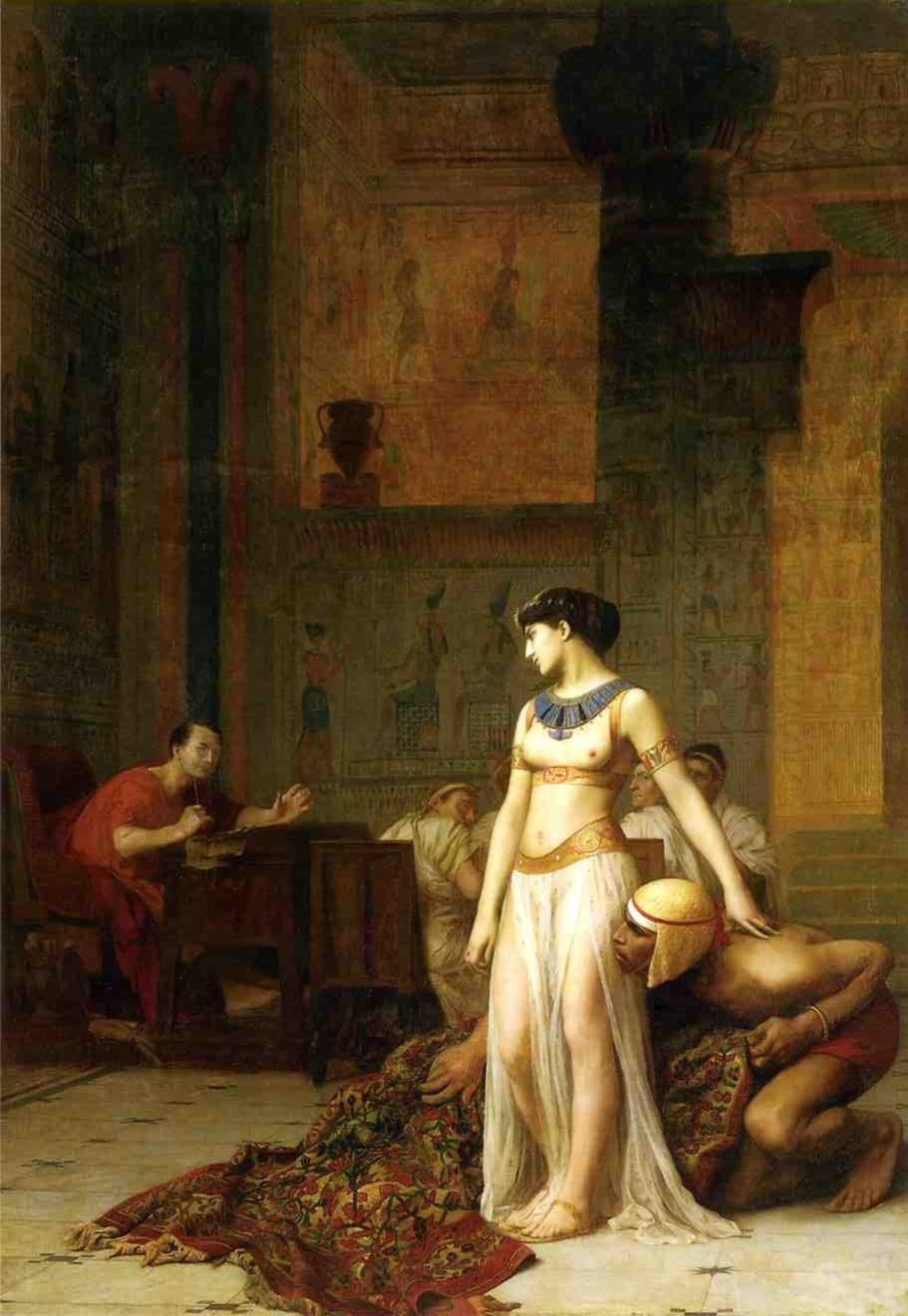
"Cezar și Cleopatra", pictură de Jean-Léon Gérôme

La vremea aceea, Roma, cea mai mare dintre puterile vestice, era de asemenea zguduită de un război civil. Chiar în momentul în care Cleopatra se pregătea să-și atace fratele cu o imensă armată formată din arabi, războiul civil roman a ajuns și în Egipt.
Cneus Pompeius Magnus, înfrânt de Iulius Cezar în Grecia, a fugit în Egipt căutând adăpost, însă a fost ucis de agenții lui Ptolemeu al XIII-lea în 47 î.Hr.. Iulius Cezar a ajuns la scurt timp în Alexandria și, după ce a descoperit moartea dușmanului său, a decis să restabilească ordinea în Egipt.
Începând cu secolul precedent, Roma exercitase un control din ce în ce mai mare asupra bogatului regat egiptean, astfel încât Cleopatra a căutat să-și atingă scopurile politice intrând în grațiile lui Iulius Cezar. Ea s-a dus la palatul regal din Alexandria și se spune că i-a fost dusă lui Iulius Cezar înfășurată într-un covor, care i-a fost oferit cadou. Cleopatra, o femeie nu prea frumoasă dar totuși seducătoare, a atras atenția puternicului lider roman, acesta fiind de acord să participe la războiul civil egiptean de partea ei. Cleopatra iese învingătoare din acest conflict și rămâne la domnie alături de un alt frate de-al său, Ptolemeu al XIV-lea. Arsinoe, care fusese aliata lui Ptolemeu al XIII-lea în luptă, a fost luată la Roma de Iulius Cezar, apoi dusă într-un templu, unde a trăit până în anul 41 î.Hr., când avea să fie executată din ordinul lui Marc Antoniu.
În iunie 47 î.Hr. Cleopatra a avut un fiu, despre care a pretins că este al lui Iulius Cezar și pe care l-a botezat "Cezarion" ("micul Cezar"). La întoarcerea lui triumfală la Roma, Iulius Cezar a fost întâmpinat de Cleopatra și Cezarion. Sub auspiciile negocierii unui tratat cu Roma, Cleopatra a locuit într-o vilă deținută de Iulius Cezar, situată în afara capitalei. După ce Iulius Cezar a fost asasinat în martie 44 î.Hr., Cleopatra s-a întors în Egipt. La scurt timp după întoarcerea Cleopatrei, Ptolemeu al XIV-lea a murit, probabil otrăvit de sora sa. Regina și-a adus fiul la domnie alături de ea, sub numele de Ptolemeu Cezarion al Egiptului (Ptolemeu al XV-lea Caesar).

### Marc Antoniu și Cleopatra

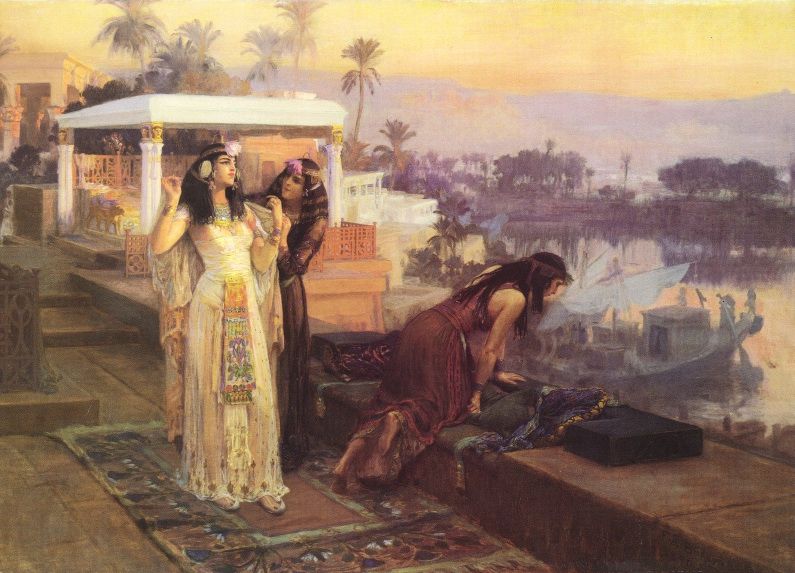
Cleopatra pe terasă, cu servitoarele - de Arthur Bridgman

Odată cu asasinarea lui Iulius Cezar, Roma a căzut din nou pradă războiului civil, oprit temporar în 43 î.Hr. odată cu formarea celui de-al doilea triumvirat, constituit din Octavian, fiul adoptiv al lui Caesar și moștenitorul ales de acesta, Marc Antoniu, un general puternic și Lepidus, un om de stat roman. Marc Antoniu a preluat administrația provinciilor estice din Imperiul Roman, chemând-o pe Cleopatra la Tarsus, în Asia Mică, pentru a răspunde acuzațiilor potrivit cărora ar fi susținut dușmanii lui Marc Antoniu.
Cleopatra voia să și-l facă pe Marc Antoniu aliat, așa cum îi fusese înainte Cezar. De aceea în 41 î.Hr. a ajuns la Tarsus într-o magnifică barjă, costumată în Venus, zeița iubirii la romani. Reușind să îl seducă pe Marc Antoniu, se întoarse împreună cu el la Alexandria, unde petrecură iarna împreună. În 40 î.Hr., Marc Antoniu s-a întors la Roma și s-a căsătorit cu sora lui Octavian (Octavia), într-o încercare de a-și repara alianța cu fratele acesteia. Totuși, triumviratul a continuat să se deterioreze. În anul 37 î.Hr., Marc Antoniu s-a despărțit de Octavia și a călătorit spre est, făcând aranjamente astfel încât Cleopatra să i se poată alătura în Siria. În perioada în care au fost despărțiți, Cleopatra i-a dăruit gemeni, un băiat și o fată. Potrivit propagandiștilor lui Octavian, cei doi amanți erau căsătoriți la vremea respectivă, fapt ce încălca legea romană care interzicea romanilor de a se căsători cu străini.

### Al doilea război civil

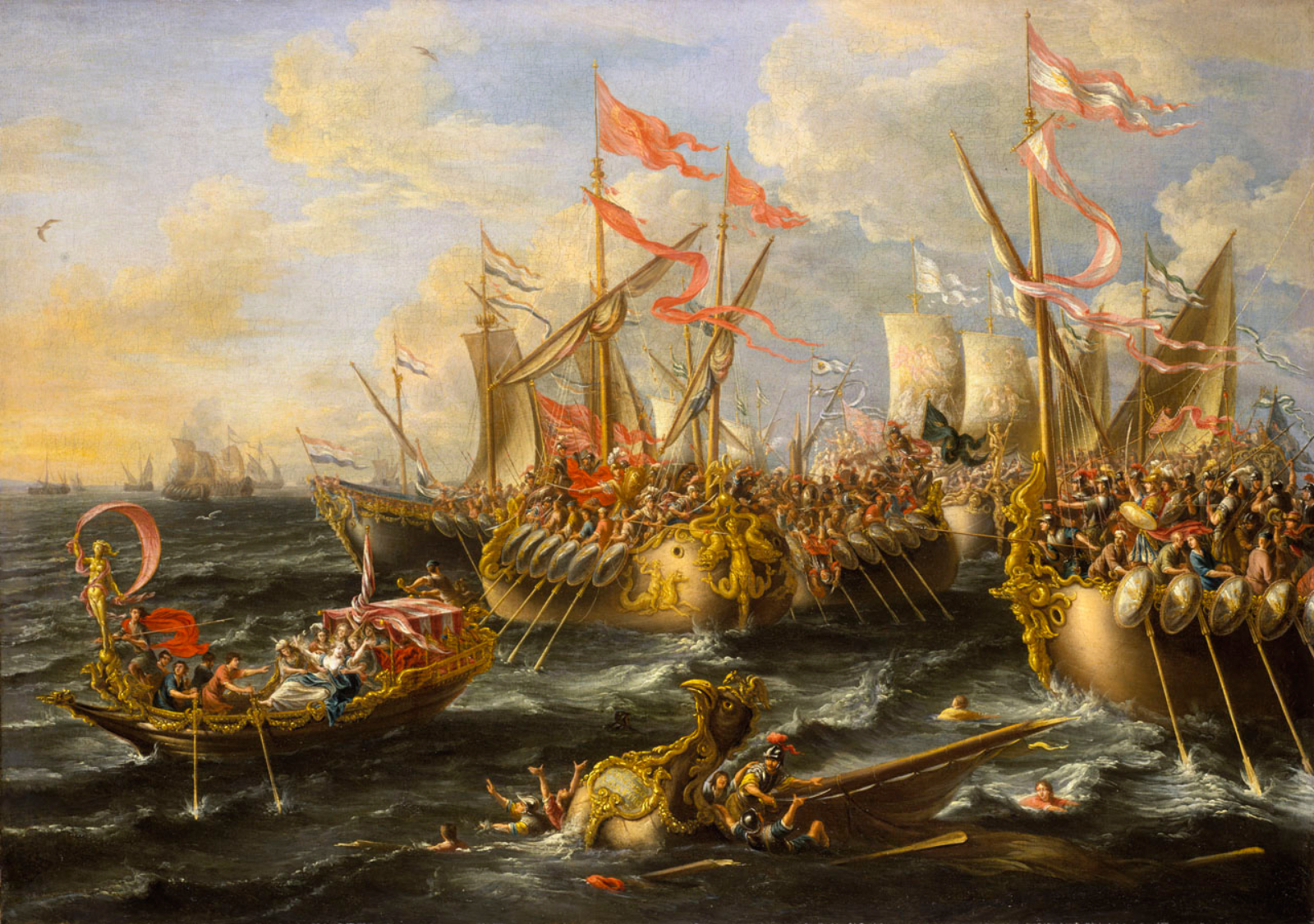
Bătălia de la Actium

După alți câțiva ani de tensiune și atacuri propagandistice, Octavian i-a declarat război Cleopatrei și în consecință lui Marc Antoniu, în 31 î.Hr. Dușmanii lui Octavian s-au adunat de partea lui Marc Antoniu, însă excelenții comandanți militari ai lui Octavian au repurtat succese imediate în fața forțelor lui Marc Antoniu. La 3 septembrie 31 î.Hr. flotele celor doi s-au confruntat la Actium, în Grecia. După lupte grele, Cleopatra și-a încălcat angajamentul asumat față de Marc Antoniu și a plecat spre Egipt cu 60 dintre navele ei. Marc Antoniu a reușit să pătrundă printre navele inamice și a urmat-o. Flota rămasă s-a predat lui Octavian. O săptămână mai târziu, forțele terestre ale lui Marc Antoniu au capitulat.
După această bătălie, Cleopatra s-a refugiat într-un mausoleu. Marc Antoniu, fiind informat că regina Cleopatra a murit, s-a înjunghiat cu sabia. Înainte de a muri, la el a venit un alt mesager, care l-a informat că Cleopatra era încă în viață. Marc Antoniu a cerut să fie transportat la locul de refugiu al Cleopatrei, a implorat-o pe aceasta să facă pace cu Octavian, apoi a murit în brațele iubitei sale. După sosirea triumfală a romanilor, Cleopatra a încercat să-l seducă pe Octavian, însă acesta a rezistat farmecelor ei.

### Sinuciderea

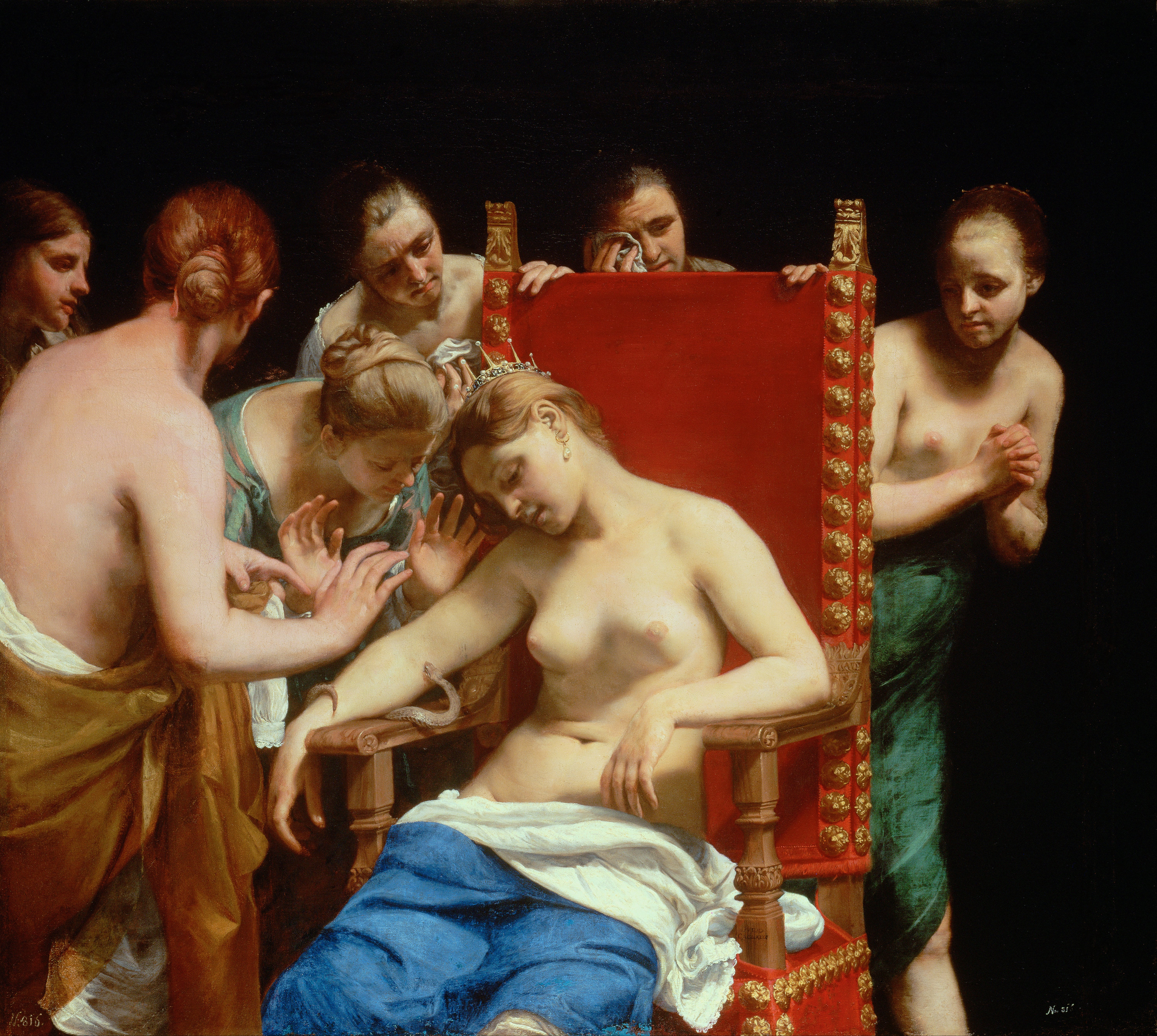
"Moartea Cleopatrei" de Guido Cagnacci, 1658

După moartea lui Marc Antoniu, Alexandria fusese cucerită de romani, care înconjuraseră mausoleul Cleopatrei. După ce aflase că va fi trimisă în lanțuri la Roma, ca trofeu al lui Octavian, Cleopatra se pregăti pentru o moarte demnă de o regină, luând mese fastuoase și îmbrăcând cele mai bune haine ale ei. Lui Octavian îi trimise un testament conform căruia dorea să fie înmormântată alături de iubitul ei, Marc Antoniu, și îl lăsa la conducerea Egiptului pe fiul ei Cezarion, drept Ptolemeu al XV-lea. Neacceptând să ajungă sub dominația lui Octavian, Cleopatra s-a sinucis la 12 august 30 î.Hr., probabil prin mușcături de vipere. Trupul Cleopatrei a fost îngropat alături de Marc Antoniu, pe țărmul Marii Mediterane, cu toată pompa. Apoi, Octavian l-a executat pe fiul Cleopatrei (Cezarion), aflându-se în drum spre India. A anexat Egiptul Imperiului Roman și a folosit avutul Cleopatrei pentru a-și plăti veteranii.

### Misterioasa moarte a Cleopatrei

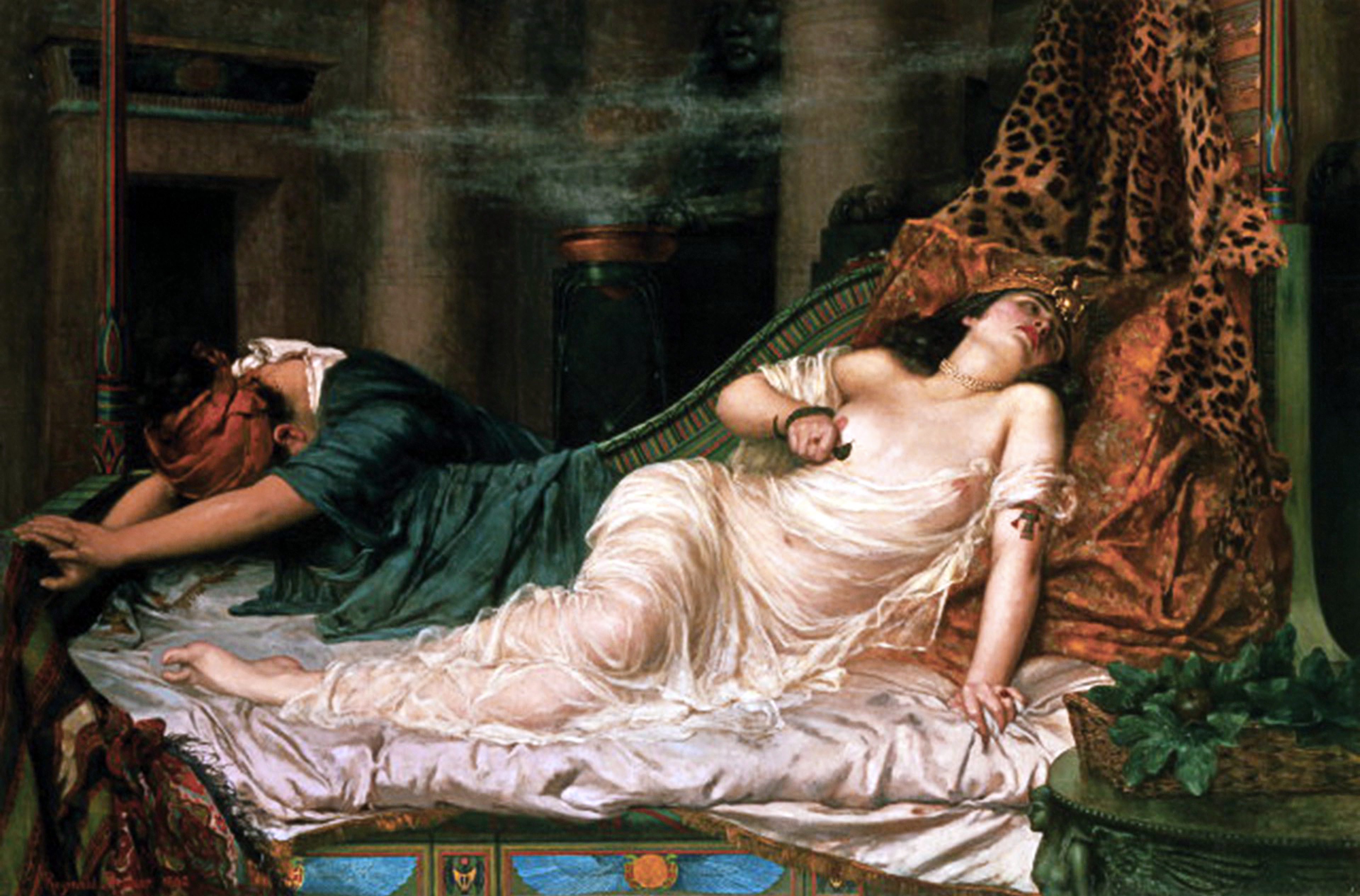
"Moartea Cleopatrei" de Reginald Arthur

Potrivit istoricilor, în timp ce se afla în mausoleu, Cleopatra le ceruse sclavilor să aducă un coș cu un șarpe (sau cu 2 șerpi). Ea ar fi luat șarpele și l-ar fi pus la sân, unde ar fi primit mușcătura ucigătoare. Se spune că agonia reginei ar fi durat 3 ore. Unii cercetători identifică șarpele cu o viperă egipteană, alții cu o cobră, simbolul coroanei faraonilor. Șarpele ar fi mușcat-o în dreptul inimii, ceea ce ar fi provocat moartea rapidă. Se mai spune că ea murise alături de 2 sclave. 
Alți cercetători cred că sinuciderea prin otravă de șarpe ar fi fost demnă de o regină, dar au dubii în privința acestei metode dată fiind durata scurtă de agonie, susținută de documente. Mulți spun că Cleopatra ar fi fost ucisă cu o lovitură de sabie dată pe ascuns chiar de Octavian, care voia să se descotorosească de ea. El ar fi și autorul teoriei sinuciderii. O altă teorie ar fi că Octavian i-a pus otrava în apă, iar Cleopatra ar fi murit la scurt timp după.

## Familia Cleopatrei
- Amanți:

- Cneus Pompeius Magnus
- Gaius Iulius Cezar
- Irod cel Mare, regele iudeu
- Marc Antoniu

- Soți:

- Ptolemeu XIII
- Ptolemeu al XIV
- Marc Antoniu

- Copii:

- Ptolemeu Cezarion
- Cleopatra VIII Selene
- Alexandru Helios
- Ptolemeu Philadeus

## Cleopatra în artă

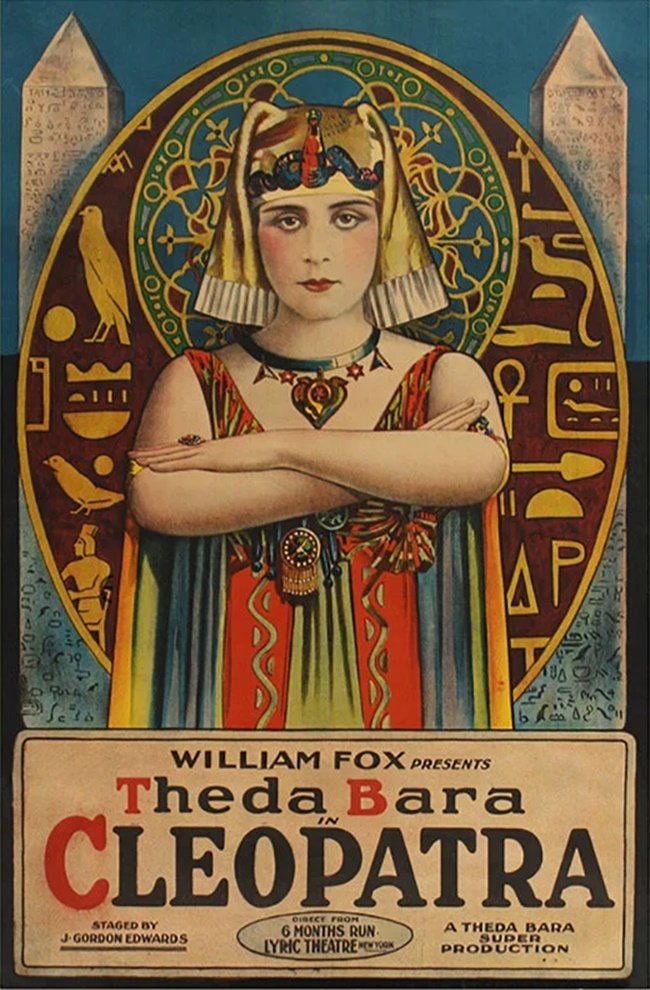
Afișul filmului Cleopatra din anul 1917

### Literatură: Dramă
- Antoniu și Cleopatra - William Shakespeare (1607)
- All for Love - John Dryden (1678)
- Caesar și Cleopatra - George Bernard Shaw (1901)
- Moartea Cleopatrei - Ahmed Shawqi
- Cele doua iubiri ale Cleopatrei - Paul Reboux

### Filme
- Cleopatra (1917)
- Cleopatra (1934)
- Cleopatra (1963)
- Cleopatra (1999)

### Seriale
- Clone High (2002-2003)